# Tarnowo-Piedmont-Gletscher
Der Tarnowo-Piedmont-Gletscher (bulgarisch Ледник Търново Lednik Tarnovo) ist ein Vorlandgletscher an der Südküste der Livingston-Insel im Archipel der Südlichen Shetlandinseln. Er liegt zwischen dem Barnard Point im Westen und dem Prespa-Gletscher im Osten. Nördlich und westlich wird er zudem durch die südlichen Ausläufer des Mount Friesland begrenzt.
Die bulgarische Kommission für Antarktische Geographische Namen benannte ihn 2002 nach Tarnowo, Hauptstadt des Zweiten Bulgarischen Reiches.